# Heard County
Heard County is een county in de Amerikaanse staat Georgia.
De county heeft een landoppervlakte van 767 km² en telt 11.012 inwoners (volkstelling 2000). De hoofdplaats is Franklin.